# Olympische Sommerspiele 1976/Teilnehmer (Andorra)
| Gelbes Symbol für Goldmedaillen mit stilisierten Olympischen Ringen | Graues Symbol für Silbermedaillen mit stilisierten Olympischen Ringen | Braundes Symbol für Bronzemedaillen mit stilisierten Olympischen Ringen |
| ------------------------------------------------------------------- | --------------------------------------------------------------------- | ----------------------------------------------------------------------- |
| —                                                                   | —                                                                     | —                                                                       |

Andorra nahm an den Olympischen Sommerspielen 1976 in Montreal, Kanada, mit einer Delegation von drei Sportlern (allesamt Männer) teil.

## Teilnehmer nach Sportarten

### Boxen
- Joan Claudi Montane
Halbschwergewicht: 9. Platz

### Schießen
- Joan Tomas
Trap: 33. Platz

- Esteve Dolsa
Trap: 35. Platz